# 遠藤慶太
遠藤 慶太（えんどう けいた、1974年 - ）は、日本の歴史学者、皇學館大学文学部国史学科教授。専門は日本古代史。

## 略歴
兵庫県明石市生まれ。1997年（平成9年）皇學館大学文学部国史学科卒業。2004年大阪市立大学大学院文学研究科博士後期課程修了、「平安勅撰史書研究 古代史書の本文と枠組み」で文学博士。2004年（平成16年）皇學館大学史料編纂所助手。2007年講師。2010年准教授。2013年同大学研究開発推進センター准教授。2017年同大学文学部国史学科准教授。2018年（平成30年）に皇學館教授（古代史担当教授）。

## 著書
- 『平安勅撰史書研究』皇學館大学出版部、2006年
- 『東アジアの日本書紀 歴史書の誕生』歴史文化ライブラリー 吉川弘文館、2012年 ISBN 9784642057493
- 『日本書紀の形成と諸資料』塙書房、2015年、オンデマンド版2021年
- 『六国史 日本書紀に始まる古代の「正史」』中公新書、2016年
- 『仁明天皇』人物叢書 吉川弘文館、2022年11月 ISBN 9784642053105

## 論文
- Cinii